# Dolní Poustevna
Dolní Poustevna (niem. Nieder Einsiedel) − miasto w Czechach, w kraju ujskim, w tzw. Worku šluknovským. Według danych z 31 grudnia 2003 powierzchnia miasta wynosiła 1 107 ha, a liczba jego mieszkańców 1 941 osób. Miasto tworzy jeden organizm miejski z niemieckim Sebnitz.

## Handel przygraniczny

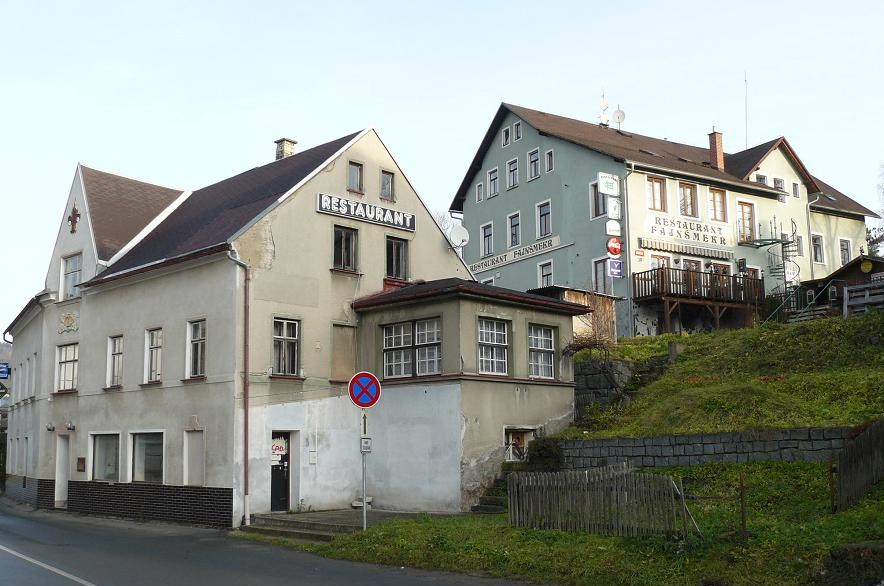
Restauracje przy granicy z Sebnitz - wiele budynków obsługuje ruch turystyczny

Miejscowość utrzymuje się w dużym stopniu z handlu przygranicznego.

## Demografia
| Rok             | 1970  | 1980  | 1991  | 2001  | 2003  |
| --------------- | ----- | ----- | ----- | ----- | ----- |
| Liczba ludności | 2 017 | 1 916 | 1 746 | 1 948 | 1 941 |

Źródło: Czeski Urząd Statystyczny